# Москаленко Емілія Володимирівна
Москаленко Емілія Володимирівна (26.06.2006 - 05.12.2024) — українська спортсменка, танцівниця, учасниця талант-шоу. 

У юномі віці Емілі Москаленко була півфіналісткою проєктів «Україна має талант» (4-й та 6-й сезони), «Танцюють всі» (9-й сезон), переможницею шоу «Next Star» у Румунії. Виступала у Франції, Німеччині, Австрії та інших країнах Європи і світу. Станом на 12 років здобула 30 медалей за перші місця та десяток кубків з гімнастики і Pole Sport. Неодноразово давала майстер-класи (як для дітей, так і для дорослих). Була також у журі дитячих змагань і конкурсів. 
Брала участь в чемпіонаті IPSF у 2018 році, де посіла 9 місце. 
Крім гімнастики та пол спорту, у дитинстві займалась акробатикою і чирлідингом.
Народилась та проживала в Україні. Після початку повномасштабного вторгнення переїхала до свого батька в Канаду, потім деякий час проживала у США (Чикаго). У 2023 році повернулась в Україну (Київ). 
Працювала акторкою, моделлю на фрилансі. 
Загинула 5 грудня 2024 року внаслідок падіння з багатоповерхівки. За словами сестри Діани, Емілія страждала від домашнього насилля з боку свого хлопця. Взимку за рік до того Емілія заявляла про фізичне насилля з боку іншого чоловіка, який за її словами, напав на неї, а мати ніяк не втрутилась допомогти. Після цього зверталась до лікарів та лікувала депресивний стан.